# Hemert (Friesland)
Hemert (Fries: Hiemert) is een buurtschap in de gemeente Súdwest-Fryslân, in de Nederlandse provincie Friesland. Hemert ligt ten noorden van de stad Bolsward, tussen de dorpen Witmarsum en Burgwerd aan de Hemerterlaan en de Hemert aan de overzijde van de Harlingervaart. Hier ligt de Sinnemastate, die met een brug vanaf de Hemerterlaan bereikbaar is.

## Geschiedenis
De buurtschap wordt mogelijk in 944 vermeld als Hanwurf (te lezen als Hanwurt en in de 13e eeuw Hemwert. Maar helemaal zeker is dat niet. Van de eerste naam wordt ook gedacht dat eigenlijk het dorp Hennaard wordt bedoeld. Bij de andere naam is dat nog onduidelijker.
In ieder geval werd de plaats 1407 vermeld als Hemert en in 1523 werd in het Fries vermeld als Iemird. In de 19e eeuw duikt de spelling Hiemert in het Fries en het Nederlands op, evenals Heemwerd en Heemert maar de spelling Hemert is gebruikelijker.
De plaatsnaam zou kunnen verwijzen naar een bewoonde hoogte (werth/terp) die gelegen zou zijn in een inham (hem/ham) of een bocht van een waterloop. Maar het zou ook kunnen zijn dat de terp bewoond werd door de persoon Hemme.

## Molens
Net ten westen van de buurtschap staat aan de  Hemerterlaan de De Hiemerter Mole, deze spinnenkopmolen dateert uit 1811. Verder naar het westen aan de andere kant van Harlingervaart staat de Pankoekstermolen. Dit is een maalvaardige poldermolen uit 1900 en is vernoemd naar zowel de polder als de boerenplaats.

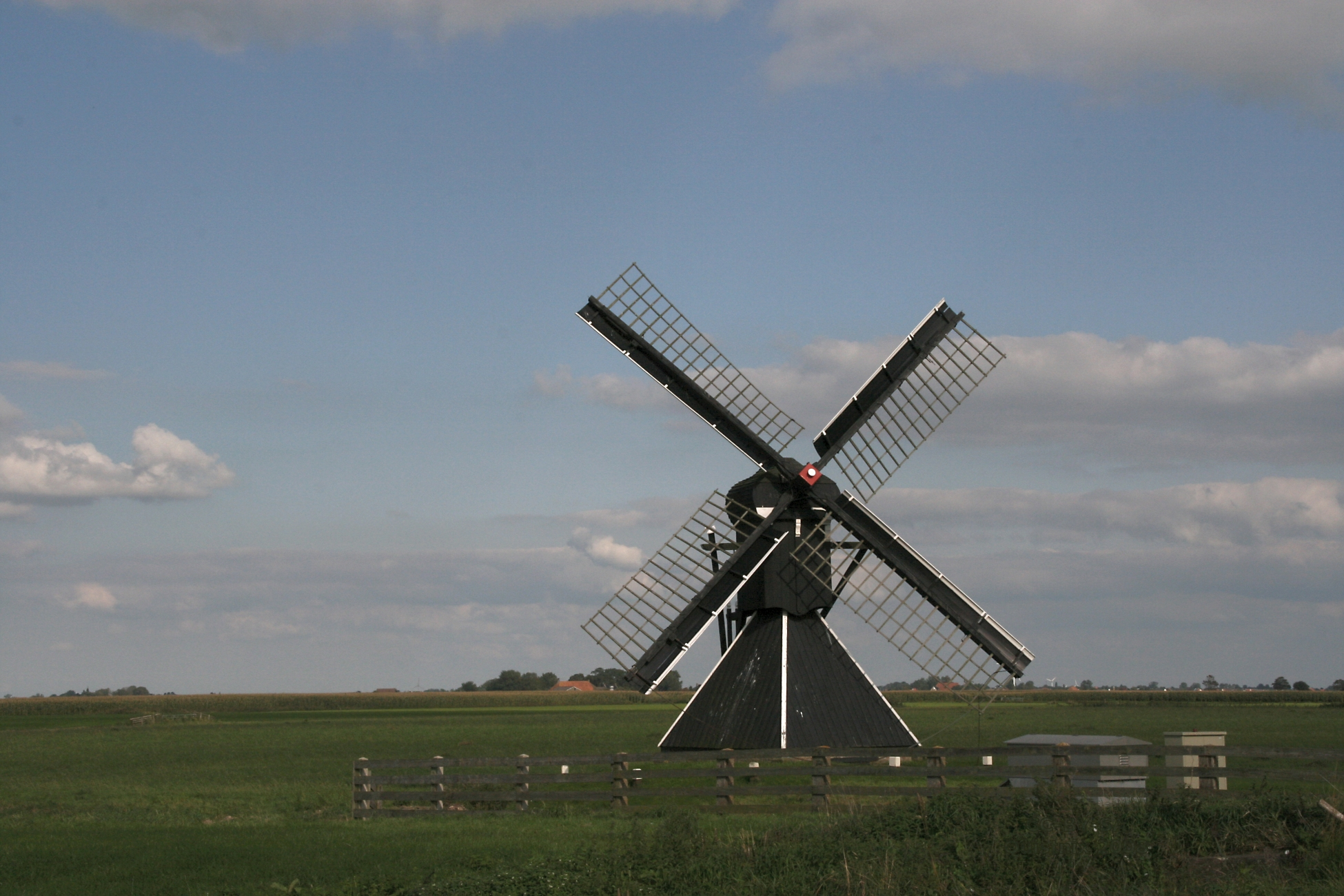
De Hiemerter Mole
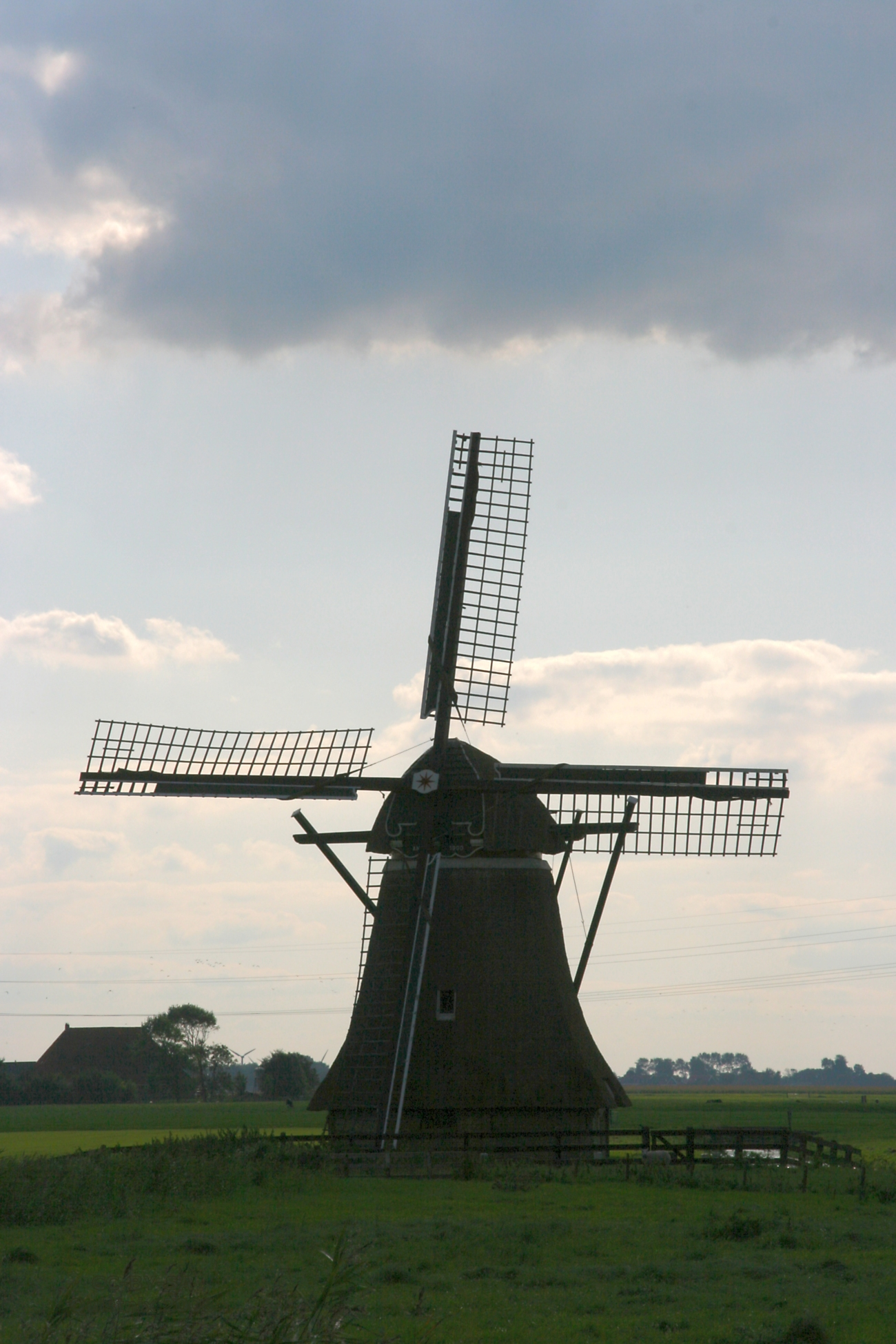
Pankoekstermolen

Steden: Bolsward · Hindeloopen · IJlst · Sneek · Stavoren · Workum

Dorpen en gehuchten: Abbega · Allingawier · Arum · Blauwhuis · Bozum · Breezanddijk · Britswerd · Burgwerd · Cornwerd · Dedgum · Deersum · Edens · Exmorra · Ferwoude · Folsgare · Gaast · Gaastmeer · Gauw · Goënga · Greonterp · Hartwerd · Heeg · Hemelum · Hennaard · Hichtum · Hidaard · Hieslum · Hommerts · Idsegahuizum · IJsbrechtum · Indijk · It Heidenskip · Itens · Jutrijp · Kimswerd · Kornwerderzand · Koudum · Kubaard · Loënga · Lollum · Longerhouw · Lutkewierum · Makkum · Molkwerum · Nijhuizum · Nijland · Offingawier · Oosterend · Oosterwierum · Oosthem · Oppenhuizen · Oudega · Parrega · Piaam · Pingjum · Poppingawier · Rauwerd · Rien · Roodhuis · Sandfirden · Scharl · Scharnegoutum · Schettens · Schraard · Sijbrandaburen · Terzool · Tirns · Tjalhuizum · Tjerkwerd · Uitwellingerga · Waaxens · Warns · Westhem · Wieuwerd · Witmarsum · Wolsum · Wommels · Wons · Woudsend · Zurich

Buurtschappen: Abbegaasterketting · Anneburen · Arkum · Atzeburen · Baarderburen · Baburen · Bernsterburen · De Bieren · De Blokken · De Hel · De Grits · De Kat · De Klieuw · De Polle · De Wieren · Dijksterburen · Doniaburen · Draaisterhuizen · Driehuizen · Eemswoude · Engwerd · Engwier · Exmorrazijl · Feyteburen · Flansum · Galamadammen · Gooium · Grauwe Kat · Grote Wiske · Grotewierum · Harkezijl · Hayum · Hemert · Hidaarderzijl · Hoekens · Hornsterburen · Idzega · Idserdaburen · Indijk (Bozum) · Jet · Jonkershuizen · Jousterp · Jouswerd · Kampen · Kleine Gaastmeer · Kleine Wiske · Kleiterp · Kooihuizen · Koufurderrige  · Kromwal · Koudehuizum · Laaxum · Laad en Zaad · Lippenwoude · Lytshuizen · Makkum (Bozum) · Meilahuizen · Montsamaburen · Nijeburen · Nijeklooster · Nijezijl · Oosthem (Witmarsum) · Osingahuizen · Piekezijl · Remswerd · Rijtseterp · Scharneburen · Schrok · Sieswerd · Sjungadijk · Smallebrugge · Sotterum · Speers  · Strand · Swaanwerd · Swarte Beien · Tsjerkebuorren · Vierhuizen · Viersprong · Vijfhuis · Vissersburen  · Het Vliet· Westerlittens · Wolsumerketting · Wonneburen · Ypecolsga

 Voormalige buurtschappen: Aaksens · Angterp · De Band · Barsum · De Bird · Bittens · Bloemkamp · Bootland · Bovenburen · Doniawier · Goëngamieden · Hiddum · Houw · Knossens · De Nes · Ottenburen · Sandfirderrijp · Slijp · Spijk · De Weeren 

Friesland: Steden en dorpen      Nederland: Provincies · Gemeenten